# Петър Нешев
Петър Нешев Петровски (Станчо, Георги, Марин)  е деец на БРП (к). Участник в комунистическото съпротивително движение по време на Втората световна война. Партизанин от Народна бойна дружина „Чавдар“. Командир на Партизански отряд „Христо Кърпачев“. Български офицер, полковник.

## Биография
Петър Нешев е роден на 24 април 1901 г. в с. (дн.гр.) Угърчин, Ловешко. Завършва 7 клас в Основното училище в с. Угърчин.
Работи последователно на гара Батановци, фабрика „Гранатоид“, жп линия с. Рила-Рилски манастир, с. Церово, с.Безденица, гр. Лом, мина „Лъв“, кариера „Атия“, шосето Любимец-Ивайловград (1920 – 1929). Участва в създаването на есперантско и въздържателско дружество в гр. Оряхово (1925 – 1926).
Член на БРП(к). През 1930 г. организира отпечатването на Работнически вестник. След провал емигрира в СССР. Завършва Международна ленинска школа.
Завръща се в България през 1933 г. Секретар на Софийския комитет на БРП(к). Арестуван три пъти: по време на Септемврийското въстание(1923), по време на Априлските събития (1925), като завеждащ техническата работа на ЦК на БРП(к) (1936). Осъден на 10 години затвор по ЗЗД (1936). Присъдата излежава в Софийския, Сливенския и Плевенския затвор.

### Участие в Съпротивителното движение
През 1941 г. е освободен по амнистия и се завръща в с. Угърчин. Цялото му семейство участва в комунистическото движение по време на Втората световна война. Секретар на Угърчинския партийния район и член на Ловешкия околийски партиен комитет. След провал преминава в нелегалност и е партизанин в Народна бойна дружина „Чавдар“ от 2 март 1943 г. Приема последователно партизанско име Станчо, Георги, Марин. Участва в бойни акции. Осъден задочно на смърт по ЗЗД (1943).
От 23 юли 1943 г. е командир на Партизански отряд „Христо Кърпачев“ и комендант на Ловешко-Троянския военно-оперативен район на Единадесета Плевенска въстаническа оперативна зона на НОВА. Командва всички бойни действия на отряда. Участва активно в установяването властта на ОФ в Ловешкия край. Командир на Гвардейска дружина след 9 септември 1944 г.

### Офицер от БНА
Работи като офицер в Българската народна армия. Началник-отдел в Генералния щаб. Военно звание полковник. През 1969 г. е повишен в звание генерал-майор от запаса.
Пенсионира се през 1955 г. Загива нелепо при пътен инцидент през 1973 г.

### Награди
- Орден „Георги Димитров“
- Орден „9 септември 1944 г.“ I ст.
- Орден „За народна свобода 1941 – 1944 г.“ Iст.
- Орден „Червено знаме на труда“